# 阿修羅之怒
《阿修羅之怒》，是由卡普空與CyberConnect2（簡稱CC2）合作開發的動作遊戲。於2012年2月23日發售。

## 登場角色

### 神人族
阿修羅（配音：安元洋貴）
八神將之一，卻被身為同胞的七位八神將背叛。不僅女兒密特拉被奪走、妻子杜爾迦也被殺害。
連自己的性命都快消失掉，阿修羅卻受到死亡也無法消除的憤怒所引導，因而於一萬兩千年後重新回到了現世展開復仇。
- 六天金剛阿修羅

當憤怒之力到達一定程度時，阿修羅的手臂將從兩支一口氣增長為六支的攻擊型態，能從手掌射出能源彈作遠距離攻擊手段。
- 否（ㄆㄧˇ/Pǐ）天

阿修羅極度憤怒而失控時的狀態，形體因阿修羅極端的憤怒，變得接近豪魔，使用負面的力量且完全失去理智。此狀態跟六天金剛阿修羅同樣有六支手臂，不同的是背上的四支手臂較為巨大且呈橘黄色（接近岩浆色），較小的手臂也擁有利爪，其四支手可發射出巨大的光束炮，亦可以发射出类似追踪导弹的小型导弹，以及普通、超级，单手或多手的压缩聚能弹。擁有同時毀掉数百艘戰艦的恐怖威力，其最强聚能光束甚至可以和帝釋天填充曼陀羅发射的（非全能量，剧中已指出）光束直接对抗数十秒。
- 光臨阿修羅耶爾

與夜叉對付最終魔王時因獲得密特拉的力量而成為的狀態，首先背後會長出千支手臂，之後將所有的手臂融合後可使左右兩臂變得較為粗壯，與六天金剛阿修羅相較之下攻擊及速度大幅提升了許多。
- 輪壞者阿修羅馬茲達

在真结局中，和轉輪王作最後決戰的樣子，是光臨狀態的六手版本，有两个不同的外形，一个是依靠核心吸收轉輪王的直射光束刚刚形成此形态的时候，拥有衞星级别體型，并且全身呈黑色，紋路中流溢着彩色的光晕，并且身后的“神环”是全部神将的“神环”结合成的形状，可以转换成推进器外形。第二个是进入轉輪王的世界后，身体缩小成正常体型，而且身体变回正常色。有十分之多的曼陀羅在體內，能力是否天狀態以外的綜合加強版。在这种状态下，阿修羅在临行前竟似乎是能看见他妻子，以及众神将的灵魂。
密特拉（配音：釘宮理惠）
被選上為能提升神之力「曼陀羅」的重要巫女，阿修羅的愛女。在神皇被殺的時候就被強行擄走監禁起來。
華仙（配音：茶風林）
前八神將與現任七星天一員，是裡面最壯碩的身體及力量。其力道能擊倒一隻大型豪魔，但言行舉止卻非常沒水準教養。
- 金剛華仙

身體巨人化的型態，有如小山一般的體格，右腕能放出無數的飛彈攻擊。
- 大權現華仙入道

身體衛星化的最終型態，拋向太空的華仙將自己變成月球大小的超巨型華仙。
夜叉（配音：諏訪部順一）
前八神將與現任七星天一員，有著神速的稱號。總以刀刃般的斬切攻擊重創敵人,個性冷靜沉著、文武雙全，堪稱阿修羅的勁敵；妹妹杜爾迦是阿修羅的妻子。
奧伽斯（配音：石塚運昇）
前八神將與現任七星天一員，已盲眼心不盲的豪傑。也是教阿修羅練武的師父。性格有如一匹雄獅般的豪放磊落，在戰場上驍勇善戰的強者，擅長使用巨型太刀的達人。其刀名為「無明鬼哭刀」。
謝爾蓋（配音：飛田展男）
前八神將與現任七星天一員，喜歡把所謂「美」看得比什麼都重要但個性十分冷酷的美男子。善於以舞蹈一般優雅的戰鬥風格，絲毫不留情地殲滅敵人。
卡爾洛（配音：大塚周夫）
前八神將與現任七星天一員，是位老謀深算又奸詐無比的軍師。很少實際參與前線和鬥爭，有著不為他人而知的靈敏身法，嫌走路很麻煩，因此浮在空中並用杖下的滾輪移動。
奧爾嘉（配音：本田貴子）
前八神將與現任七星天一員，七星天中唯一的女性。非常信任帝釋，為了達成使命而不擇手段。
帝釋（配音：江原正士）
前八神將與現任七星天一員同時也是首領，擅長操弄雷電。
- 帝釋天

帝釋與因果要塞結合後的狀態，其破壞力無法推測。

### 人族
村民
一般人類，在地球上過著群居生活，對神人族感到崇敬與畏懼，在七星天統領神人族後常被神人族殺害以收集靈魂補充曼陀羅的來源。
少女（配音：釘宮理惠）
劇情中一位特定人物，為某個村落的人類少女，村落遭豪魔襲擊時被剛甦醒的阿修羅所救，外表與阿修羅的女兒密特拉相似，亦是阿修羅第二次重返現界甦醒時遇到的第一位人類。雖然也崇敬著神人族但沒有像其他村民到熱中的地步，對與自己先父神似的阿修羅有好感，阿修羅對她也有特別的感觸。

## 用語
神人族
比人類強大與長壽的種族，肉體結構類似機械。受到人類極度的崇敬，國度名為神國特拉斯托倫，常與豪魔作戰。
神皇
名為斯特拉達，統領包含八神將在內所有神人類的最高神人領袖。
八神將
為統領神國特拉斯托倫軍隊的八名神人，被尊稱為「八神將」，本身各具有強大的力量及特別的能力，並效忠於神皇。
七星天
八神將中的七位神人刺殺神皇後，一同將弒君之罪嫁禍於完全事外的八神將之一阿修羅，並殺害阿修羅的妻子與綁架其身為神人族巫女的女兒，將阿修羅消滅排逐後，剩下的七位八神將便改稱「七星天」，統治一萬兩千年後的神國,還殺害人類獲取靈魂來補充他們力量來源的曼陀羅。劇情後段在帝釋天體內時夜叉表示殘殺的人類有7兆之多。
豪魔
本身為災禍般的存在，為神人族主要的敵人，數目龐大且不停增值，會襲擊人類與神人甚致破壞文明，神人族曾對豪魔發動大規模掃蕩殲滅戰爭，幾乎派出所有戰艦與人員甚至八神將也全部投入，雖成功的重創並減緩豪魔的災情擴散，但沒能完全除根，且此一戰也使神國的力量重創及削減。豪魔外表多呈動物樣貌，但大多都非常巨大，身體為黑色且全身上下布滿類似血管的紅色絲線組織，有些身上會長有紅色的結晶塊。